# Етиен Марсел
Етиѐн Марсѐл (на френски: Étienne Marcel) е френски политик и бунтовник.
Роден е около 1310 година в Париж във видно буржоазно семейство. Влиятелен гражданин, през 1354 година той е избран за прево на търговците в Париж и е сред активните представители на Третото съсловие в Генералните щати. След пленяването на крал Жан II от англичаните влиза в открит конфликт с престолонаследника Шарл, подкрепяйки наварския крал Шарл II.
Етиен Марсел е убит на 31 юли 1358 година в Париж, докато се опитва да пусне в града войските на Шарл II.